# Vladivostok
Vladivostok (letterlijk: Heerser van het Oosten, Russisch: Владивосто́к, uitspraak: Vladjievastok, Chinees: 海参崴, uitspraak: Hǎishēnwǎi) is een stad in het verre oosten van Rusland, aan de Japanse Zee.
Vladivostok is gesticht op 2 juli 1860 en vormt het eindpunt van de trans-Siberische spoorlijn. Het is tevens de thuishaven van de Russische Pacifische Vloot. Tsaar Alexander III besloot aan het einde van de 19e eeuw dat er een spoorwegverbinding moest komen tussen het westen van Rusland en het grondstofrijke oosten van de Siberische laaglanden. Vladivostok was uitgegroeid tot een belangrijke havenstad en het loonde de moeite om een adequate verbinding aan te leggen. In de sovjettijd was het een gesloten stad, buitenlanders mochten er niet komen.
De naam Vladivostok betekent "beheers het oosten" (влади = gebiedende wijs enkelvoud van владеть (beheersen), восток = oosten). In het Chinees werd de stad 海參崴 (traditionele)/海参崴 (vereenvoudigde) (pinyin: Hǎishēnwǎi of Hǎishēnwēi) genoemd, wat "Zeekomkommermoeras" betekent. Maar tegenwoordig gebruikt men vaker 符拉迪沃斯托克 (pinyin: Fúlādíwòsītuōkè) wat een fonetische transcriptie van de Russische naam is.

## Geschiedenis

### Geschiedenis van de regio
De regio werd oorspronkelijk bevolkt door Toengoezische en Koreaanse volkeren. Op Chinese kaarten uit de Yuan-dynastie (1271–1368) wordt het Yongmingcheng (永明城, letterlijk "ommuurde stad van eeuwig licht") genoemd. Tijdens de Ming-dynastie (1368–1644) voerden de Chinezen expedities naar het gebied uit. Door het Verdrag van Nertsjinsk van 1689 viel het gebied toe aan China, op dat moment geregeerd door de Qing-dynastie.
In 1855 waren twee Britse fregatten de eerste Europese schepen die de plaatselijke baai Zolotoj Rog bezochten, die later de naam "Oostelijke Gouden Hoorn" zou krijgen vanwege de gelijkenis met de Gouden Hoornbaai in Istanboel. Het gebied werd door China aan Rusland afgestaan door het Verdrag van Aigun van 1858 en de Conventie van Peking van 1860. In de zomer van 1859 bezocht de gouverneur-generaal van Oost-Siberië, Nikolaj Moeravjov, het schiereiland en de baai. Ter ere van hem werd het schiereiland Moeravjov-Amoerski genoemd.

### Ontstaan van de stad
Op 2 juli 1860 meerde het marineschip Mantsjoer aan in de Gouden Hoornbaai om de militaire post Vladivostok te stichten. Een aantal soldaten uit Nikolajevsk aan de Amoer was belast met het bouwen van de eerste huizen van de toekomstige stad. Ze sloegen hun kamp op op een plaats vanwaar de ingang tot de baai altijd zichtbaar was.
In 1862 werd de militaire post Vladivostok officieel een havenplaats. Om de buitenlandse handel te bevorderen werd de vrijhavenstatus ingesteld. In 1864 werd het commando over de zuidelijke Pacifische havens verplaatst van Nikolajevsk naar Vladivostok. Een jaar later kreeg Vladivostok een scheepswerf en vestigden de eerste pioniers uit Nikolajevsk zich in de stad. Ook buitenlanders begonnen de stad te bezoeken. In 1871 werd besloten om de marinehaven, de residentie van de militaire gouverneur en het hoofdkwartier van de Siberische militaire vloot van Nikolajevsk naar Vladivostok te verplaatsen. In datzelfde jaar werd de stad per telegraafkabel verbonden met Nagasaki en Shanghai.
In 1878 bestond 40% van de meer dan 4000 inwoners van Vladivostok uit buitenlanders. Op 10 mei 1880 kreeg Vladivostok officieel de status van stad en werd het een aparte bestuurlijke eenheid. De bevolking van de stad was op dat moment gegroeid tot 7300 inwoners. In 1883 werd Vladivostok de zetel van het bureau voor migratie en kwamen duizenden boeren uit Europees Rusland via de haven van de stad naar het Verre Oosten, waar de ontginning van het land volop was begonnen. In 1889 werd Vladivostok tot vestingstad uitgeroepen.
Aan het einde van de jaren 1880 telde Vladivostok ongeveer 600 houten en meer dan 50 stenen huizen, waarvan sommige wel drie verdiepingen hadden. De belangrijkste gebouwen bevonden zich in het gebied rond het tegenwoordige centrale plein en in Matrosskaja Sloboda (Zeemansvoorstad). Deze getallen lijken misschien niet hoog voor een stad van 30 jaar oud. Gezien het feit dat Vladivostok 10.000 km verwijderd was van de grote culturele en bestuurlijke centra van het Russische Rijk en het drie tot vier maanden duurde voordat de post uit deze centra aankwam, is het doorzettingsvermogen van de eerste pioniers echter bewonderenswaardig te noemen.
In 1891 begon de aanleg in Vladivostok van de Trans-Siberische spoorlijn. In 1897 werd een nieuwe handelshaven geopend in Vladivostok en kreeg de stad een regelmatige treinverbinding met Chabarovsk. In 1899 werd de eerste instelling voor hoger onderwijs in het Russische Verre Oosten, het Oostelijk Instituut, opgericht.
Tijdens de Russisch-Japanse Oorlog van 1904-1905 werd de stad aangevallen door Japanse oorlogsschepen. Ook de eerste Russische Revolutie had haar weerslag in Vladivostok. In het begin van 1906 werd de stad zelfs korte tijd bestuurd door rebellerende militaire eenheden.
In 1917 was Vladivostok het grootste wetenschappelijke, culturele en industriële centrum van het Russische Verre Oosten geworden. Er verschenen diverse kranten en tijdschriften en de eerste theaters werden gebouwd.

### Na de revolutie

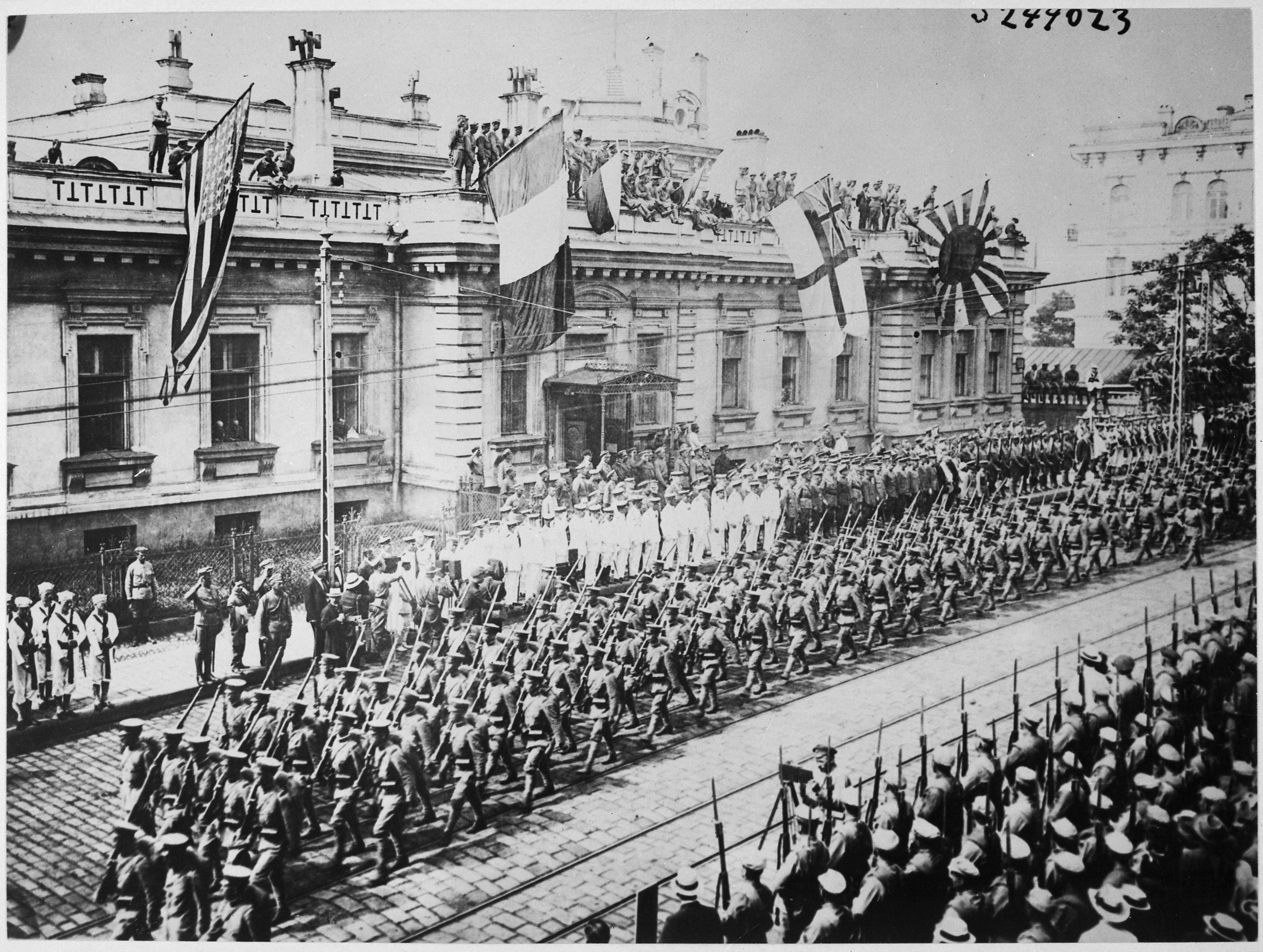
Parade van buitenlandse interventietroepen in Vladivostok, 1918

Na de Oktoberrevolutie van 1917 brak voor Vladivostok, zoals ook voor de rest van het land, een nieuw tijdperk aan. Troepen van de Entente werden in de stad gestationeerd. Op 31 december 1917 legden Japanse, Britse en Amerikaanse oorlogsschepen aan in de Gouden Hoorn. In april 1918 werd het Japanse bedrijf Isido in Vladivostok aangevallen. Na dit incident gingen de Japanse en Britse troepen aan land onder het mom hun burgers te beschermen.
Aanhangers van de bolsjewieken voerden een guerrillaoorlog in de stad. Tussen 1916 en 1922 steeg de bevolking van Vladivostok van 97.000 naar 410.000 inwoners, als gevolg van het feit dat tegenstanders van het nieuwe regime zich samen met de Witte Legers naar het oosten terugtrokken. Vele leden van de intelligentsia uit Moskou en Sint-Petersburg kwamen naar de stad en stichtten diverse culturele instellingen. Na de overwinning van de bolsjewieken zouden de meeste van hen naar het buitenland vluchten.
Op 25 oktober 1922 trokken de laatste buitenlandse troepen zich uit de stad terug en nam het Rode Leger de controle over Vladivostok over. Het communistische regime zag in hoe belangrijk Vladivostok was als havenstad aan de Grote Oceaan en militaire post in het oosten en begon direct met het bouwen van een haven. In 1932 werd de stad de basis van de Russische Pacifische Vloot.
Wetenschap en cultuur kwamen tot volle bloei en in 1920 werd de Staatsuniversiteit van het Verre Oosten opgericht. Onder het bewind van Stalin werd de universiteit aan het einde van de jaren 1930 gesloten. In 1925 werd in Vladivostok een wetenschappelijke organisatie opgericht die later zou uitgroeien tot het Onderzoeksinstituut voor visserij en in 1932 werd in de stad een afdeling van de Academie van Wetenschappen van de Sovjet-Unie gevestigd.
In de jaren 1930 begon de Grote Zuivering in de Sovjet-Unie en in Vladivostok werd een doorgangskamp ingericht voor politieke gevangenen die naar de kampen van de Dalstroj aan de Kolyma getransporteerd werden. De gevangenen, eerst vooral Russen en na de Tweede Wereldoorlog ook Japanse krijgsgevangenen, leverden een grote bijdrage aan de bouw van fabrieken, havens in steden in het Russische Verre Oosten. Bij de dood van Stalin in 1953 stopte het vervoersysteem naar de Goelagkampen grotendeels.
In 1954 was Nikita Chroesjtsjov de eerste leider van de Sovjet-Unie die Vladivostok bezocht. Zijn bezoek luidde het begin in van de intensieve ontwikkeling van de stad. In 1956 werd de Staatsuniversiteit van het Verre Oosten heropend. In de jaren 50 en 60 volgden grote stadsuitbreidingen met het volbouwen van de stadsdelen Vtoraja Retsjka, Morgorodok, Tsjoerkin en Tichaja Boechta. De laatste grootschalige bouw van wooncomplexen dateert uit de jaren 80.
Tussen 1950 en 1980 werd de visserij en de daarbij horende verwerkende industrie sterk ontwikkeld. Ook werden er grote hoeveelheden militaire middelen geproduceerd. Jarenlang was Vladivostok de grootste haven van het Russische Verre Oosten wat betreft goederenoverslag, een titel die sinds enkele jaren toekomt aan Nachodka.
De stad was, als basis van de Stille-Oceaanvloot, jarenlang gesloten voor buitenlanders. In 1974 vond in Vladivostok een historische ontmoeting plaats tussen de secretaris-generaal van de Communistische Partij (CPSU), Leonid Brezjnev, en de Amerikaanse president Gerald Ford. Ook daarna mochten gewone burgers van buiten de Sovjet-Unie de stad echter niet bezoeken. In 1992 werd Vladivostok na 70 jaar officieel geopend voor buitenlanders.

## Geografie

### Topografie

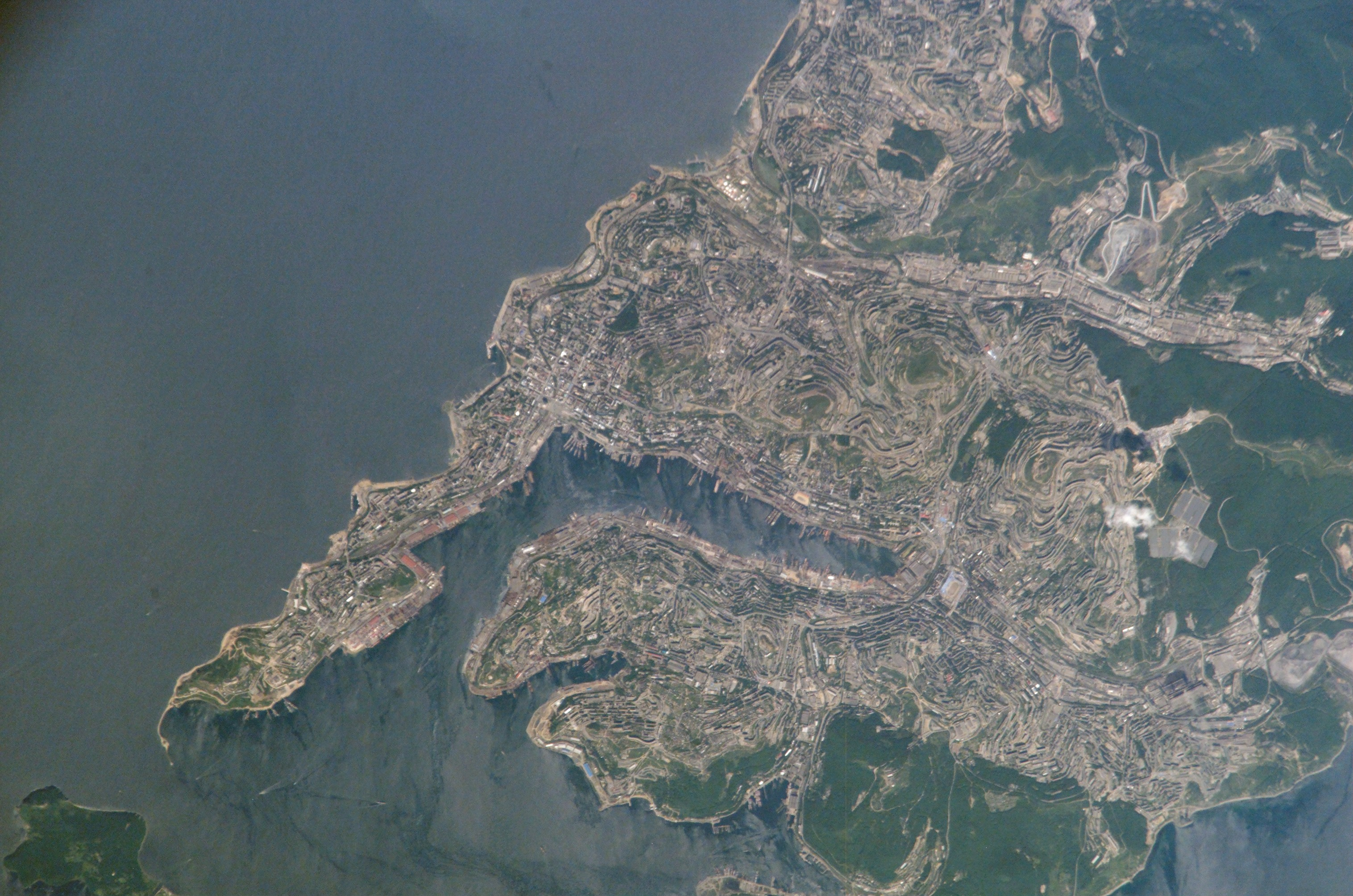
Satellietfoto van Vladivostok

Vladivostok ligt in het Russische Verre Oosten, aan de kust van de Japanse zee, rond de baai "De Gouden Hoorn" en dicht bij zowel de Chinese en Noord-Koreaanse grens als het Japanse eiland Honshu.
De stad ligt op het zuidelijkste punt van het Moeravjov-Amoerskischiereiland, dat ongeveer 30 km lang en zo’n 12 km breed is.
De totale oppervlakte van de stad is 562 km².
Het hoogste punt is de berg Cholodilnik, met een hoogte van 257 meter. Als hoogste punt wordt ook wel het “Arendsnest” genoemd, dat met zijn 199 meter weliswaar het hoogste punt in het oude centrum is, maar niet van de gehele stad. Daarnaast telt Vladivostok nog enkele kleinere bergen die rondom de stad zijn gesitueerd.
Vladivostok ligt op dezelfde breedtegraad (43° Noorderbreedte) als Almaty, Marseille, Toscane, Boston en Toronto.
De afstand per spoor tot Moskou is 9302 kilometer.

### Klimaat
In de winter is de lucht in Vladivostok koud en droog en veroorzaakt bijna permanente vorst met helder weer. Gemiddeld kent de winter 27 dagen met neerslag, vooral sneeuw, maar soms ook natte sneeuw of zelfs regen. Sneeuwstormen komen gemiddeld 8 tot 9 dagen voor, niet zeldzaam met windsnelheden tot 20 m/s. Vaak leidt dit tot sneeuwverstuivingen, waardoor het werk en vervoer stilgelegd moeten worden. Dooiperiodes kunnen in elke wintermaand voorkomen en duren meestal 1 tot 2 dagen. Doordat de stad een schuld heeft bij de energiemaatschappijen komt het geregeld voor dat de stroomvoorziening en stadsverwarming onderbroken worden. De burgers van Vladivostok moeten het daarom tijdens de koude winterdagen soms zonder verwarming en warm water stellen.
De lente wordt gekenmerkt door een grote afwisseling van afkoeling en opwarming. Het temperatuurverschil binnen 24 uur kan zeer groot zijn, in sommige jaren werd een verschil van 10 tot 15°С gemeten. De zomer duurt in Vladivostok gemiddeld 142 dagen. De langste zomer werd gemeten in 1967 (174 dagen), de kortste in 1969 (116 dagen). Karakteristiek voor de zomer is de wisselvalligheid van het weer. In de eerste helft van de zomer is het vaak bewolkt en komt veel mist voor. Ook zijn er veel zware regenbuien, veroorzaakt door tyfoons en fronten.
De herfst brengt over het algemeen helder, droog en warm weer met zich mee. De eerste vorst verschijnt meestal rond 25 oktober, maar kan ook al in het begin van oktober optreden. De herfst kent gemiddeld 2-3 dagen met mist en de eerste sneeuw valt gebruikelijk midden november.

## Demografie
Volgens de laatste volkstelling (2002) heeft de stad 594.701 inwoners.
Van 1958 tot 1991 mochten alleen Sovjetburgers in Vladivostok wonen, of de stad zelfs maar bezoeken (waarvoor ook nog speciale toestemming vereist was). Voor de sluiting van de stad had Vladivostok een aanzienlijke Japanse en Chinese bevolking.
Tegenwoordig heeft Vladivostok een van de grootste Armeense gemeenschappen in oostelijk Rusland, wat zich uit in een redelijk aantal Armeense bakkers en restaurants in de stad.
Sommige deskundigen spreken over een huidige “Chinese expansie” in de stad, maar dit wordt niet bevestigd door de officiële cijfers aangaande legaal en illegaal in Vladivostok verblijvende Chinese staatsburgers.
| 1897 | 1923 | 1926  | 1939  | 1956 | 1959 | 1962 | 1967 | 1970 | 1973 | 1976 | 1979  | 1982 | 1986 | 1989  | 1992 | 1996 | 1998  | 2000  | 2001  |
| ---- | ---- | ----- | ----- | ---- | ---- | ---- | ---- | ---- | ---- | ---- | ----- | ---- | ---- | ----- | ---- | ---- | ----- | ----- | ----- |
| 28,9 | 98,9 | 102,5 | 206,5 | 265  | 291  | 325  | 397  | 441  | 481  | 521  | 549,7 | 576  | 608  | 633,8 | 648  | 627  | 618,6 | 606,2 | 601,4 |

## Economie

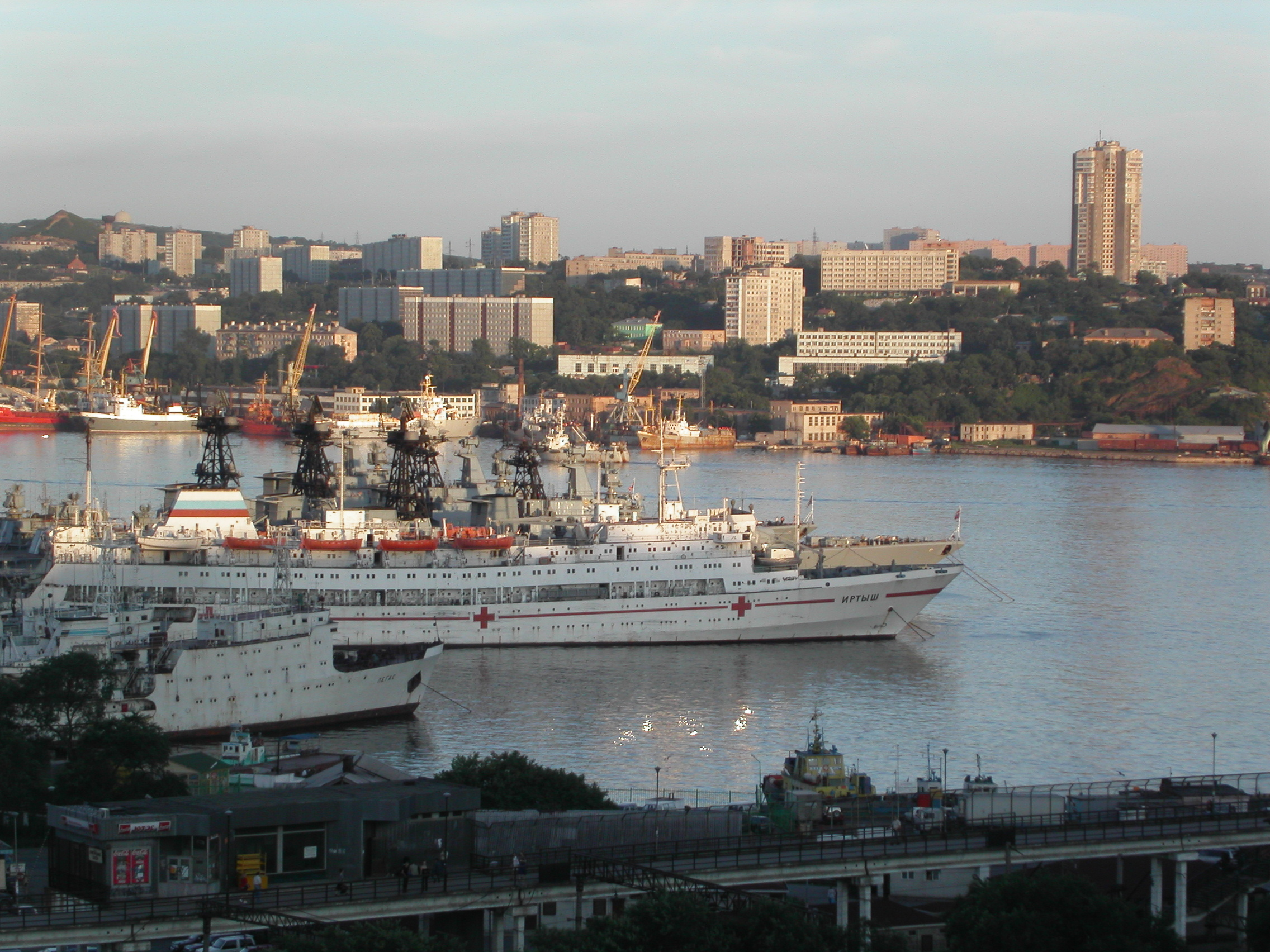
Haven van Vladivostok

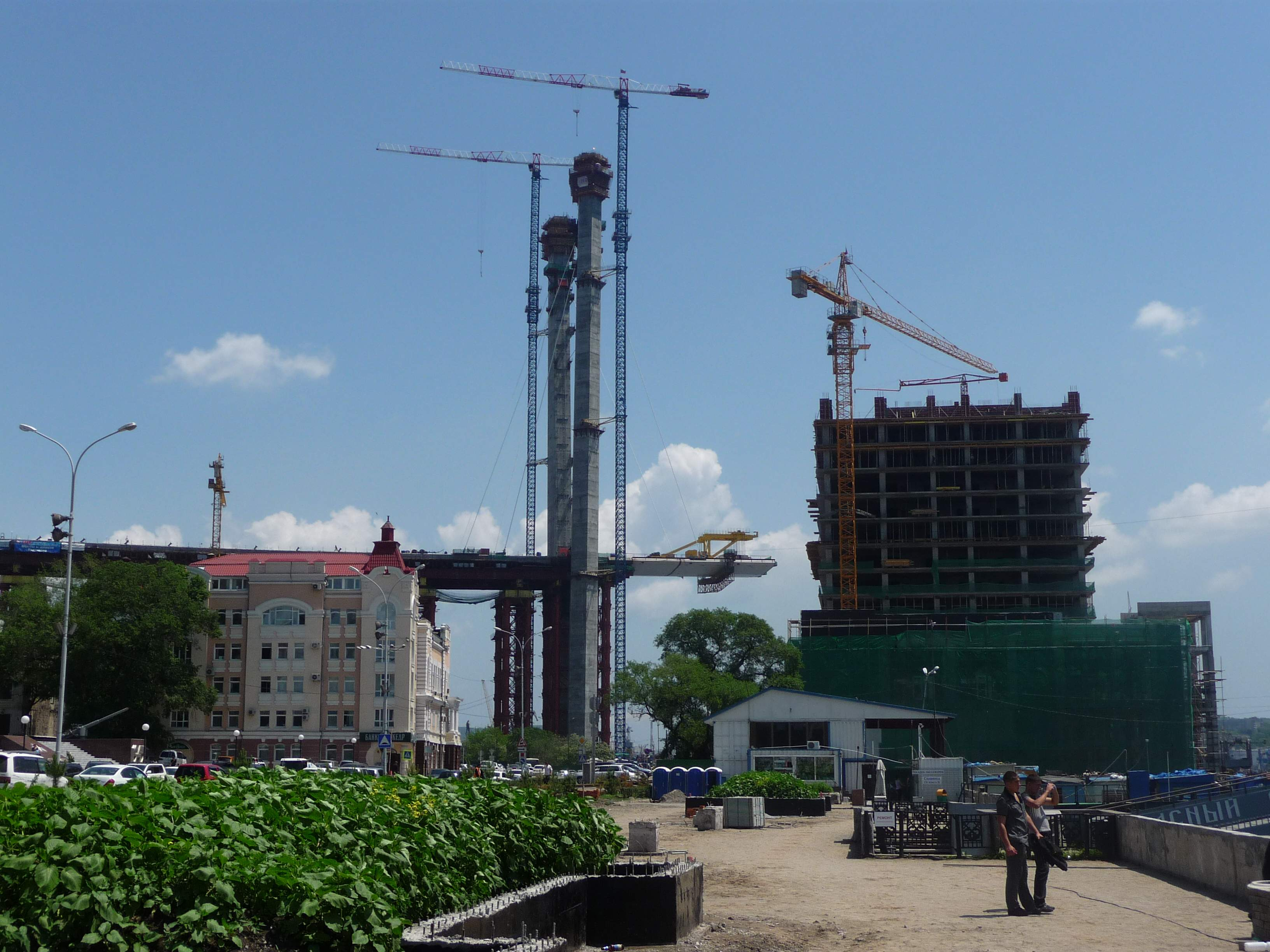
Bouw van de nieuwe brug over de Zolotoj Rogbaai

De haven vormt de belangrijkste pijler van de economie van de stad, met sectoren als scheepstransport en visserij. Ook de marinebasis zorgt voor veel werkgelegenheid. De visserij neemt bijna 80% van de commerciële productie van Vladivostok voor zijn rekening, andere vormen van voedselproductie komen uit op 11%.
In 1995 bedroeg de totale buitenlandse handel van Vladivostok 725 miljoen dollar, waarvan 206 miljoen aan exportgoederen en 519 miljoen aan importgoederen. De belangrijkste exportproducten waren vis, hout, ijzer en non-ferrometalen en schepen. De voornaamste importgoederen waren voedsel, medicijnen, kleding, auto’s, witgoed en, wederom, schepen. Sinds het uiteenvallen van de Sovjet-Unie hebben veel bedrijven vanwege de gunstige ligging van de stad kantoren geopend in Vladivostok.
Vladivostok is ook het eindpunt van een 1.350 kilometer lange gaspijplijn vanuit Sachalin. In 2009 zijn de werkzaamheden gestart en eind 2011 was de eerste fase van de pijplijn in gebruik. De initiële capaciteit is 6 miljard m3 gas per jaar. Later kan de pijplijn worden verlengd tot 1.800 kilometer en de capaciteit naar 30 miljard. Dit laatste zal alleen het geval zijn als andere afnemers voor het aardgas in de regio worden gevonden.

## Transport
Op 18 maart 1860 gaf Nikolaj Moeravjov-Amoerski, de gouverneur van Oost-Siberië opdracht een haven aan te leggen. Fiscale voordelen deden de haven sterk groeien en in 1896 gaf tsaar Nicolas II opdracht de haven te vergroten en te verbeteren. Hij stelde daarvoor 600.000 roebel ter beschikking en na drie jaar werken was de capaciteit verdubbeld. In 1900 verwerkte de haven 411.000 ton lading terwijl maar 187.000 ton werd overgeslagen in 1897. Tijdens de Eerste Wereldoorlog werd veel Amerikaanse materieel geïmporteerd voor de strijd tegen de Duitsers in West-Rusland. Dit werd herhaald in de Tweede Wereldoorlog en tussen 1941 en 1945 werd zo’n 10 miljoen ton aan niet militaire goederen verwerkt in Vladivostok. De Sovjet-Unie en Japan hadden een niet-aanvalsverdrag, maar Japan was tegen het vervoer van militair materieel. Als gevolg van de Koude Oorlog werd het in 1952 een marinehaven en gesloten voor buitenlandse schepen. Na 40 jaar, in 1992, werd de haven weer voor iedereen opengesteld. In de periode 2005 tot 2010 werd jaarlijks gemiddeld zo’n 6 miljoen ton lading verwerkt. De haven heeft concurrentie in de nabije omgeving gekregen van twee nieuwe Russische havens, Vostotsjny en Kozmino.

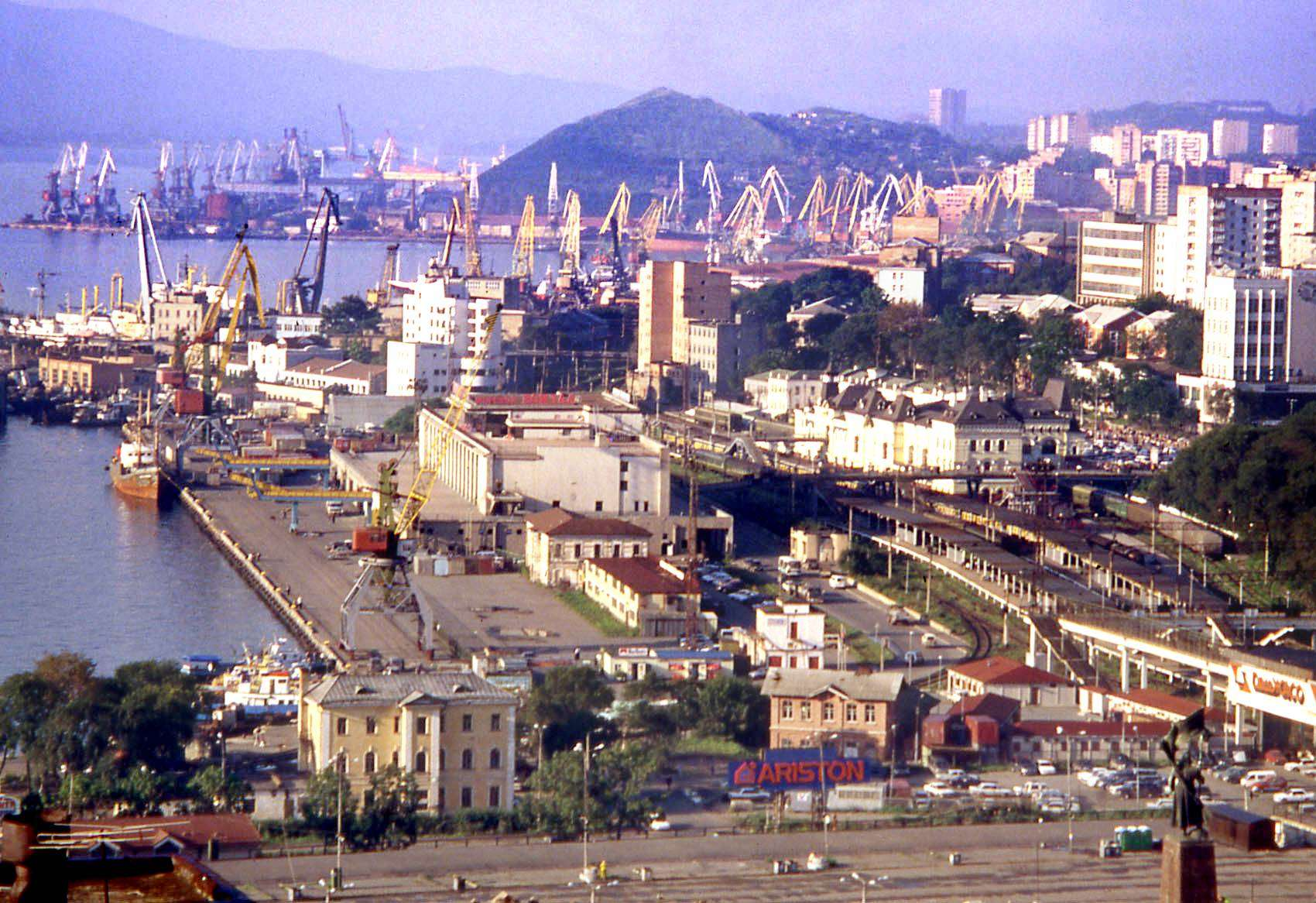
Haven van Vladivostok

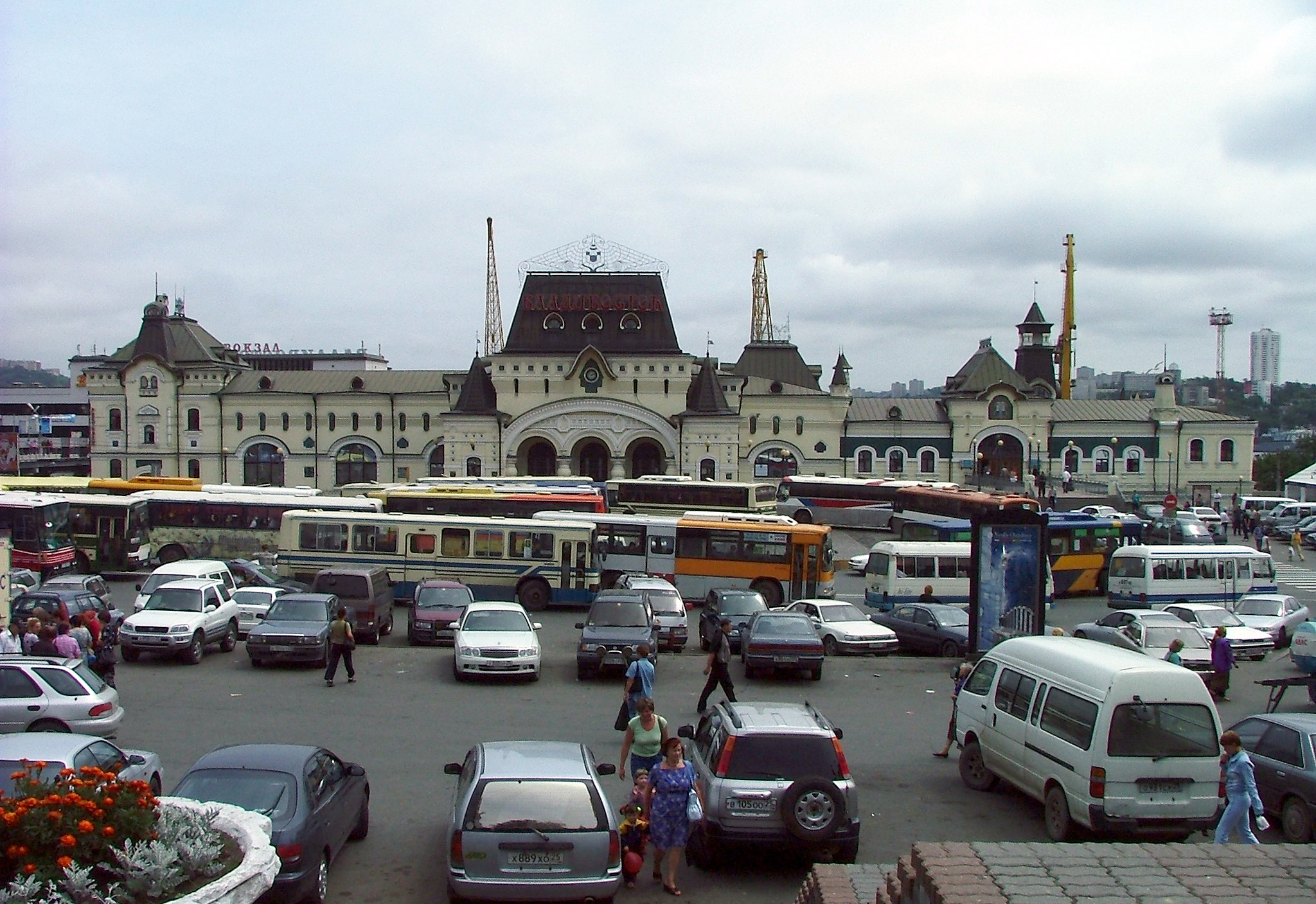
Station van Vladivostok

Vladivostok is het oostelijke eindpunt van de trans-Siberische spoorweg, die werd aangelegd om Ruslands eerste haven aan de Grote Oceaan te verbinden met Europees Rusland. De volledige lijn van Moskou naar Vladivostok kwam gereed in 1905.
De luchthaven van Vladivostok ligt 44 km ten noorden van het centrum en is door middel van wegen en spoorwegen met de stad verbonden. Er zijn diverse internationale lijnvluchten en binnenlandse vluchten naar bijna elke grote Russische stad.
Het stedelijk openbaar vervoer wordt verzorgd door autobussen, trolleybussen, trams (de eerste lijn, naar het station, werd geopend in 1908), minibusjes en een kabelspoorweg. Daarnaast is er de brug naar Roesski-eiland en zijn er diverse bootdiensten tussen de beide zijden van de baai en naar op eilanden gelegen stadswijken.

## Vervuiling
Twee derde van de voorsteden van Vladivostok is zo vervuild dat de lokale milieuspecialisten van Ekotsentr het er wonen als gevaarlijk classificeren. Sommige gebieden, zoals bij de drukkerijen in Pokrovski-park en de campus van de staatsuniversiteit, zijn zodanig vervuild dat ze als ecologische rampgebieden omschreven worden. Slechts een klein aantal gebieden heeft een aanvaardbaar besmettingsniveau. Professor Boris Preobrazjenski, milieudeskundige aan het Pacifisch Instituut van Geografie, stelt dat het nergens in de regio écht veilig is om te wonen.
Het rapport van Ekotsentr is samengesteld gedurende 10 jaar en geldt als het meest uitgebreide document op zijn gebied. Het is gebaseerd op een analyse van meer dan 30.000 monsters van water, sneeuw, aarde, lucht en menselijk weefsel, verzameld tussen 1985 en 1993. De monsters laten een significante toename over die periode zien van de hoeveelheid zware metalen als cadmium, zirkonium, kobalt, arseen en kwik, die een ernstig schadelijk effect hebben op de luchtwegen en het zenuwstelsel.
De vervuiling heeft volgens Ekotsentr een aantal oorzaken. Vladivostok heeft ongeveer 80 industriële zones, een aantal dat vergeleken bij Ruslands grootste industriecentra wellicht niet hoog is, maar veel van de bedrijven rond de stad zijn bijzonder milieuonvriendelijk, met name scheepswerven, energiecentrales, drukkerijen, bontkwekerijen en mijnen. Daarbij heeft Vladivostok een specifiek kwetsbare geografie, die het effect van de vervuiling versterkt. De wind kan de vervuiling niet wegblazen in een aantal van de dichtstbevolkte gebieden die in dalen liggen. Daarnaast is er in de winter weinig sneeuw en geen begroeiing waar het stof op kan neerslaan.

## Cultuur
Vladivostok kent als centrum van de regio een rijk cultureel leven. Er zijn diverse musea, waaronder een archeologisch en etnografisch museum, een boekenmuseum, een krijgshistorisch museum, een wetenschapsmuseum en diverse kunstgalerijen en expositiecentra. In 2004 reed door het historische centrum van de stad een museumtram met diverse exposities, in het kader van de culturele samenwerking tussen Vladivostok en de Japanse stad Hakodate. Ook de vesting van Vladivostok is als museum te bezichtigen.
De stad beschikt over meerdere theaters, een filharmonie, een opera en diverse culturele centra. In het najaar worden er twee internationale festivals georganiseerd, het Internationaal Filmfestival van de Aziatisch-Pacifische regio "Pacific Meridian" en het International Jazz Festival – Vladivostok.

## Onderwijs en wetenschap
De grootste wetenschappelijke organisatie van Vladivostok is de afdeling Verre Oosten van de Russische Academie van Wetenschappen (DVO RAN). Deze organisatie bestaat uit twaalf instituten die zich elk op een bepaald onderwerp richten, waaronder biochemie, oceanografie, archeologie, toegepaste wiskunde en volkenkunde. Daarnaast bevindt zich in de stad het onafhankelijke Onderzoeksinstituut voor visserij.
Vladivostok herbergt een groot aantal instellingen voor hoger onderwijs, de belangrijkste zijn:
- Medische Staatsuniversiteit van Vladivostok
- Staatsuniversiteit voor economie en dienstverlening van Vladivostok
- Staatsuniversiteit voor de kunsten van het Verre Oosten
- Technische Staatsuniversiteit voor de visserij van het Verre Oosten
- Technische Staatsuniversiteit van het Verre Oosten
- Staatsuniversiteit van het Verre Oosten
- Maritieme Staatsuniversiteit Admiraal G.I. Nevelski
- Pacifische Staatsuniversiteit voor economie
- Pacifisch Marine-instituut Admiraal S.O. Marakov

## Sport
FK Loetsj-Energia is de professionele voetbalclub van Vladivostok en speelt in het Dinamostadion. De club speelde meerdere seizoen op het hoogste Russische niveau, de Premjer-Liga.
IJshockeyclub Admiral Vladivostok speelt in de Kontinental Hockey League.

## Stedenbanden
- Niigata - Japan
- Akita - Japan
- Hakodate - Japan
- Busan - Zuid-Korea
- Dalian - China
- Yanbian - China
- Yantai - China
- Hai Phong - Vietnam
- Manta - Ecuador
- San Diego - Verenigde Staten
- San Francisco - Verenigde Staten
- Tacoma - Verenigde Staten
- Juneau - Verenigde Staten
- Honolulu - Verenigde Staten
- Davao City - Filipijnen
- Makati - Filipijnen
- Wŏnsan - Noord-Korea
- Kota Kinabalu - Maleisië

## Geboren in Vladivostok
- Igor Tamm (1895-1971), natuur-, wiskundige en Nobelprijswinnaar (1958)
- Igor Ansoff (1918-2002), Russisch- Amerikaans econoom
- Yul Brynner (1920-1985), Russisch-Amerikaans acteur
- Aleksandr Zajtsev (1935-1971), schaker
- Masha Fedorova (1980), hoogleraar straf(proces)recht Radboud Universiteit
- Igor Koenitsyn (1981), tennisser
- Natalia Pogonina (1985), schaakster en grootmeester bij de vrouwen (WGM)
- Igor Portnyagin (1989), voetballer

## Trivia
- In de game Grand Theft Auto IV is er een radiozender vernoemd naar de stad, genaamd "Vladivostok FM".